# Moss Kent Dickinson
Moss Kent Dickinson (né le 1er juin 1822 et mort le 19 juillet 1897) fut un homme d’affaires canadien, maire d’Ottawa de 1864 à 1866, député du Parlement du Canada de 1882 à 1887 et fondateur de Manotick.

## Biographie
Moss Kent Dickinson est né en 1822 à Denmark (État de New York), à ses parents Barnabus et Lydia Dickinson. La famille Dickinson descendait des pèlerins du Mayflower et était établie aux États-Unis depuis des générations. Sa famille déménagea à Cornwall (Ontario) en 1827. Dès 1847, il avait déjà établi une entreprise transportant des biens sur le canal Rideau entre Ottawa et Kingston. En 1850, Moss possédait 16 navires à vapeur et 60 barges. Les habitants locaux commencèrent à l’appeler le « roi de la rivière Rideau ».
Dickinson envisagea le potentiel de Long Island au milieu de la rivière Rideau. Il acheta sept acres de terrain dans le village qu’il baptisa Manotick. Dickinson choisit de donner le nom de « Manotick » d’après le mot algonquin pour « île ».
En 1860, avec Joseph Merrill Currier, il acheva la construction du moulin à farine Long Island Flouring Mill à Manotick (Ontario). Il construisit aussi un moulin à scie, un moulin à cardes et une fabrique de bondons. Ce complexe servit de fondement économique pour la fondation du village. La meunerie est aujourd’hui appelée Watson's Mill et est un musée ouvert au public.
Dickinson fut maire d’Ottawa de 1864 à 1866. Sous sa férule, l’Ottawa City Passenger Railway vit le jour. C’était le premier réseau de transport public d’Ottawa. Le réseau se composait de tramways, qui étaient tirés par des chevaux, glissant sur des rails de métal.
Sa demeure à Manotick près du moulin servit de quartier général à la campagne de Sir John A. Macdonald lors des élections de 1882 et de 1887. Dickinson fut aussi élu dans le comté de Russell lors de l’élection fédérale de 1882. (Dickinson fut le dernier député non libéral pour le comté de Russell jusqu’à l’élection de Pierre Lemieux en 2006, une période de 124 ans.) Son fils George Lemuel siégea aussi à la Chambre des communes.
Dickinson et sa femme eurent cinq enfants : George, Charlotte, William, Lydia et Elizabeth. Il eut aussi un autre fils, Alpheus, mort durant son enfance. Lydia mourut tragiquement de la tuberculose à l’âge de 15 ans. Aucun des enfants de Dickinson ne se marièrent, ne lui laissant aucune descendance.
Il est mort à Manotick en 1897. Dickinson est enterré au cimetière Beechwood aux côtés de sa femme. Le festival Dickinson Days est célébré à Manotick le premier week-end de juin afin de coïncider avec l’anniversaire de Dickinson.